# Jörg Haas
Jörg Haas (* 27. Februar 1968 in Offenburg) ist ein ehemaliger deutscher Leichtathlet. Seine größten Erfolge waren der Gewinn der Deutschen Meisterschaft 1992 in München über 800 Meter sowie die Teilnahme an den Olympischen Spielen 1992 in Barcelona.
Jörg Haas startete in seiner erfolgreichsten Zeit für die LG Offenburg und wurde von Klaus Seigel trainiert. Seine Bestzeiten über 800 Meter (1:45,50 min) und 1500 Meter (03:37,14 min) erzielte er 1992. Bei den Olympischen Spielen schied er im Vorlauf aus (1:50,42 min).
Nach seiner aktiven Zeit als Leistungssportler beendete Jörg Haas sein Lehramtsstudium mit den Fächern Chemie und Sport an der TH Karlsruhe. Er arbeitet als Lehrer für die Fächer Chemie und Sport sowie als Ausbilder am Seminar für Ausbildung und Fortbildung Freiburg.

## Publikationen
- Ausdauernd laufen in Schule und Verein: Grundlagen des Ausdauertrainings mit Kindern und Jugendlichen, spitta Verlag Balingen 2019.
- Wissen im Schulsport – Theorie- und Lösungsheft für das Grundfach/Basisfach der gymnasialen Oberstufe, Verlag Hofmann Schorndorf 2021.